# 1945年新四军编制序列

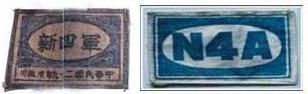
新四军臂章

1945年新四军编制序列，为列举1945年夏国民革命军陆军新编第四军的编制序列。
根据国共两党达成的协议，1937年10月，江西、福建、广东、湖南、湖北、河南、浙江、安徽等八省的红军和游击队改编为国民革命军陆军新编第四军，简称新四军，团结抗日。该部队仍归属中共中央军事委员会直接领导与指挥。1941年皖南事变后，国民政府取消了新四军的建制，但新四军仍然存在。直到1947年初，中共中央军委才正式将新四军部队改编为中国人民解放军。
新四军自建制以来逐步进行扩编，至1945年夏，其下属已经包括苏浙军区、苏中军区、第二师兼淮南军区、第三师兼苏北军区、第四师兼淮北军区、第五师兼鄂豫皖湘赣军区、第七师兼皖江军区。总兵力为268,581人。

## 背景

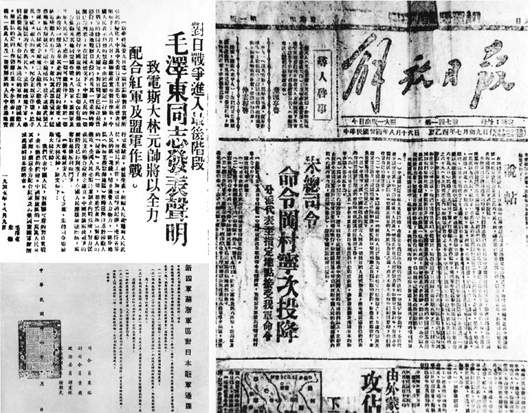
1945年8月9日毛泽东发表《对日寇的最后一战》的声明和《解放日报》1945年8月15日刊载朱德命令被八路军、新四军及华南抗日纵队所包围的日伪军缴械投降。

皖南事变后，新四军总结皖南事变的教训，加强了中国共产党的领导，加强了部队的正规化建设和抗日根据地建设，并根据斗争需要，实行主力地方化，先后成立苏中、淮南、苏北、淮北、皖江等军区以及许多军分区，发展了地方武装和民兵。1941年至1943年，新四军进行了反“扫荡”、反“清乡”、反“蚕食”、反摩擦斗争，渡过了抗日战争中最困难的时期。
1944年，新四军展开局部反攻，发起了包括车桥战役、苏中1944年夏季攻势、苏中1944年秋季攻势等一系列战役，先后歼灭日伪军5万余人。根据中共中央军委关于向浙江、河南发展、迎接战略反攻的部署，新四军第1师主力渡江南下，与苏南部队和浙东游击纵队会师，成立苏浙军区。新四军第4师主力西征豫东，恢复了豫皖苏抗日根据地。第5师派出河南挺进兵团北上，开辟了豫南、豫中抗日根据地。新四军第5师还与南下的八路军第359旅会师，成立了鄂豫皖湘赣军区。
1945年夏天，新四军对日伪军发起全面大反攻，收复大量中小城市，逼近南京、上海、杭州、徐州等重镇。

## 军部
代理军长陈毅，政治部主任兼代理政治委员饶漱石，副军长张云逸，参谋长赖传珠。
- 特务团：团长张宜友

## 苏浙军区

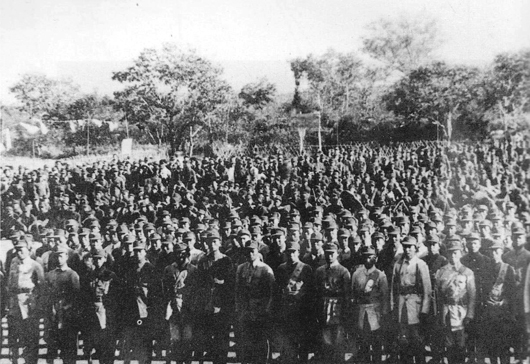
1945年2月5日，苏浙军区在浙江长兴县温塘村召开成立大会

1944年12月，中共中央华中局和新四军军部奉中央指示，派粟裕率部由苏中、淮南渡江南下苏浙皖边区。1945年1月13日，组建苏浙军区。2月5日，新四军苏浙军区在长兴县温塘村正式成立，统一整编苏浙皖边区的新四军部队。4月，叶飞又率部南下编入苏浙军区。此时，司令员粟裕，政治委员谭震林（未到职），副司令员叶飞，参谋长刘先胜，政治部主任钟期光。
- 特务团
- 苏浙公学：政治处主任王绍东

### 第1纵队
第1纵队，司令员王必成，政治委员江渭清，政治部主任魏天禄。
- 第1支队：支队长刘别生、政治委员罗维道、副支队长兼参谋长饶惠潭、副政治委员兼政治部主任谢云晖
- 第2支队：支队长吴詠湘、政治委员丁麟章、副支队长熊兆仁、政治部主任陈治海、副主任谭成章
- 第3支队：支队长黄玉庭、政治委员王直、副支队长兼参谋长张强生、政治部主任王直（兼）、刘铁珊（后）

### 第2纵队
第2纵队，司令员何克希，政治委员谭启龙，副司令员张翼翔、张俊升，参谋长刘亨云、政治部主任张文碧。
- 供给部：部长魏善成、政治委员金如山
- 卫生部：政治委员黄明、副部长庄秉
- 淞沪支队：支队长褚亚民、政治委员陈伟达、副支队长兼参谋长张席珍、政治处主任曾平
- 教导大队：大队长唐炎、政治委员张浪

#### 第1旅
第1旅，旅长张翼翔（兼）
- 第3支队：支队长蔡群帆、政治委员钟雨官、副支队长兼参谋长周瑞球、副政治委员林达
- 第4支队：支队长余龙贵、政治委员林有璋、副支队长张季伦
- 第5支队：支队长王胜、政治委员邱相田、政治处主任汪志华

#### 第2旅
第2旅，1945年7月13日由原国民党第三战区挺进第5纵队张俊升部改编，旅长张俊升（兼），政治委员王仲良、副旅长张景南、参谋长徐学道、政治部主任朱人俊。
- 第1团
- 第2团

### 第3纵队

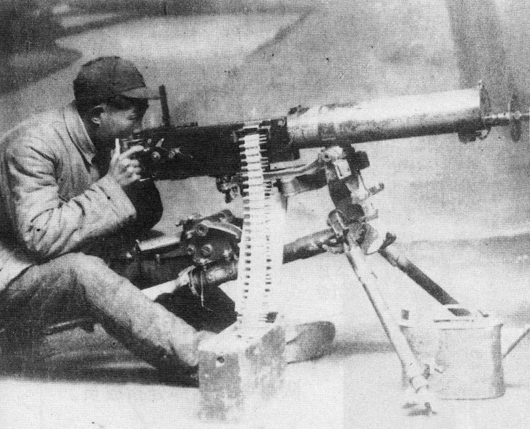
1945年6月，苏浙军区第3纵队在天目山战役中缴获的重机枪

第3纵队，司令员陶勇，政治委员阮英平、副司令员兼参谋长彭德清、政治部主任韩念龙。
- 第7支队：支队长谭知耕、政治委员张日清、政治处主任蒋新生
- 第8支队：支队长张云龙、政治委员谢云晖、副支队长兼参谋长舒雨旺、政治处主任姚力
- 第9支队：支队长俞炳辉、政治委员李彬山、副支队长黄胜、政治处主任陈烙痕
- 特务团：团长姚建、参谋长顾柏（9月2日成立）

### 第4纵队
第4纵队，司令员廖政国，政治委员韦一平、参谋长夏光、政治部主任曾如清。
- 第10支队：政治委员孙克骥[2]
- 第11支队：支队长余光茂（后）
- 第12支队

### 军分区
- 第1军分区：司令员钟国楚，政治委员陈光。
  - 独立第1团
  - 独立第3团
  - 江宁总队
  - 句容总队
  - 茅东总队
  - 溧高总队
  - 横山总队
  - 宜当总队
  - 溧阳总队
- 第2军分区：司令员梅嘉生、政治委员陈立平、副司令员杨洪才、熊兆仁、参谋长陈茂辉、政治部副主任谭成章。
  - 独立第2团
  - 太湖总队
  - 广德总队
  - 金坛总队
  - 长兴总队
  - 宜溧总队
  - 武宜总队
  - 郎溪总队
- 第3军分区：司令员贺敏学、政治委员周林。

## 苏中军区
1945年3月28日，新四军第1师等部队南下苏浙边区后，中共华中局批准，第1师免兼苏中军区，另组建苏中军区机关。司令员管文蔚、政治委员陈丕显、副司令员兼参谋长张藩、副政治委员兼政治部主任姬鹏飞。
- 参谋处
  - 作战教育科：科长周蔚昌
  - 侦察科：科长刘史明、副科长刘克平
  - 通讯科：科长廖昌林、副科长薛元恺
  - 管理科：副科长余起
- 供给部：部长周文在、副部长惠廉
- 第52团：团长张宜友、政治委员张英、参谋长胡乾秀、政治处主任梁竹吉
- 特务第3团：政治委员童炎生、参谋长吴森亚、政治处主任朱群
- 民抗：司令员施亚夫、政治委员杨讣为、参谋长戴克林
- 苏中公学：校长管文蔚、副教育长周蔚昌（后）

1945年8月，苏中军区为适应反攻的需要，在日军投降前夕，苏中军区组建了17个步兵团，编成3个旅：
- 新建第1旅：旅长陈玉生，政治委员李干辉。
- 新建第2旅：旅长胡炳云，政治委员陈时夫。
- 新建第3旅：旅长张震东，政治委员卢胜。

### 教导第1旅

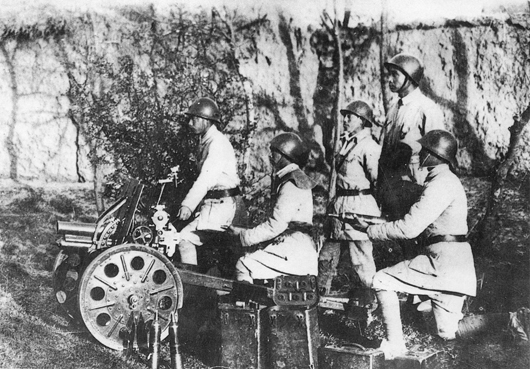
1945年8月，新四军在反攻中缴获的日军92式步兵炮

教导第1旅，旅长刘飞，政治委员彭林、供给部长杨武青、卫生部长李康侯。
- 第1团：团长谢忠良、参谋长谢友才
- 第2团：团长吴肃、政治委员余光茂、参谋长方铭
- 第3团

### 第1军分区
1941年6月，苏中区党委和新四军一师派出的部分党政干部，恢复、建立江都、高邮、宝应等县党组织，并于7月成立江高中心县委。1942年3月，成立苏中第一地委，下辖江都、邗东、高邮、宝应4个县委。1943年3月至1944年11月，苏南的丹北中心县委也由苏中第一地委代管。苏中第二地委撤销后，所辖兴化、兴东县委合并为兴化县委，划归第一地委领导。 第1军分区，司令员黄逸峰，政治委员陈时夫。
- 高邮独立团：团长张波、政治委员刘克刚、参谋长陈连标、政治处主任黄峰
- 宝应独立团：团长朱传保、政治委员曾涛、副团长张明、政治处主任赵球
- 江都独立团：团长林辉才、政治委员赵则三、参谋长尚X群、陈连标（后）、政治处主任邱布
- 兴化独立团
- 独立团：团长胥金城、政治委员张雷平、副团长梅子益、参谋长张荣生、政治处主任顾处

### 第2军分区
1941年10月，苏中区党委建立东台中心县委。11月，成立苏中第二地委，下辖东台、兴化、泰东及台北分县委。1944年11月，第二地委撤销，其所辖东台、台北和兴东、兴化县委分别划归苏中第四地委和第一地委领导。

### 第3军分区
1940年9月中旬，撤销苏北特委，成立泰兴中心县委，属苏北区党委领导。1941年3月，苏中区党委成立时，成立苏中第三地委，下辖江都、泰县、泰东(同年10月划属东台中心县委)、泰兴、靖江、如西、紫石等县委和黄桥市委。1942年4月，澄锡虞中心县委划属苏中第三地委代管。1944年11月，澄锡虞中心县委下辖党组织与苏常太地区党组织合并组成苏中第六地委。第3军分区，司令员陈玉生，政治委员李干辉，参谋长杜屏。
- 泰兴独立团：副团长赵容、参谋长郭志停、政治处主任潘明仲
- 如西独立团：政治委员周特夫、参谋长周维生、政治处主任陈坚
- 靖江独立团：团长陈宗保、政治委员汪清辰、副团长叶克守、政治处主任李云诚
- 泰州独立团：团长周立批、政治委员彭冲、参谋长阮朝兴
- 紫石独立团：团长沈仲彝、参谋长周林
- 特务团：团长姜茂生、参谋长顾新明、政治处主任孙伯咸

### 第4军分区
1940年9月中旬，撤销江北特委，成立如皋中心县委，属苏北区党委领导。11月，如皋中心县委改为南通中心县委。1941年3月，苏中区党委成立时，成立苏中第四地委，下辖南通、如皋、海启、东台4个县委和崇明工委。1942年4月至1944年11月，苏(州)常(熟)太(仓)地区党组织曾划属苏中第四地委，并成立苏中第四地委江南工委。第4军分区，司令员卢胜、张震东（后），政治委员姬鹏飞（兼）、卢胜（后）、政治部主任陈同生。
- 特务团：团长罗桂华、参谋长陈广法、政治处主任张碧
- 东台独立团：团长彭桂卿、政治委员胡辛人、政治处主任陶秉坤
- 如皋警卫团：政治委员顾野翔、副团长刘春山
- 南通警卫团：团长康林、政治委员顾尔钥、政治处主任孙志仁
- 东南警卫团：团长贾鸿钧（代）、政治委员李淮东、政治处主任沈坚仟

### 第5军分区
1944年11月，苏中区党委撤销第一地委代管的丹北中心县委，成立第五地委，下辖山南、山北、武进、澄西、扬中、江镇6个县委和铁道工委。1945年6月，第五地委调整下辖组织，为丹阳、镇江、武进、澄西、扬中、镇句6个县委及江镇特区区委。第5军分区，司令员韦永义，政治委员金柯。1945年8月划归苏浙军区建制。
- 特务团

1945年10月，第五地委机关随新四军苏浙军区部队北撤苏中，于11月撤销。 

### 第6军分区
1942年初，苏南的澄(江阴)锡(无锡)虞(常熟)中心县委，因反清乡受挫，率新四军第六师警卫一团三个连的武装，撤退到苏中如(皋)西地区活动，准备寻机过江，重新打开澄锡虞的局面。1942年5月7日包厚昌率领50余人的部队，30余名地方干部下江楠无法立足，被日伪打散，包厚昌带最后剩下的一个管理排长、两个侦察员化装成农民再次北撤。澄锡虞中心县委从武装斗争转入秘密斗争，县、区建立特派员，领导和组织群众斗争。中心县委书记钱敏隐蔽在鸿山小学当教员，江阴县特派员焦康寿隐蔽在当地做买卖，沙洲县纯阳区特派员何络隐蔽在家乡当农民。苏州虎邱山附近敌人的“清乡模范区”里，展开了群众工作，在那里建立了一块灰色“两面政权”游击根据地，成为当时澄锡虞斗争的后方。因为它地处苏州城北，称这块地区为“小苏北”。 
1944年11月，苏中区党委撤销第三地委代管的澄锡虞中心县委和第四地委的江南(苏常太)工委，成立第六地委，下辖苏常太工委（书记陈刚）和沙洲县委（书记陈仪）、锡东县委（书记李中）、锡北县委（锡澄县委，书记姚家）及江阴、太仓2个特区工委。工委与县委书记每人带一个侦察班、十一支驳壳枪，在各自的地区，配合秘密党组织，展开武装工作。
1945年大年夜，苏中六分区司令部、苏中六地委，带一个警卫班以及大批的文件，南渡长江。第6军分区司令员包厚昌，地委书记兼军分区政治委员钱敏。以锡澄交界为中心，无锡、江阴、常熟、武进有几十万人参加的反对日军、反对伪顽军的“先天道”农民大暴动。暴动的地区几乎全部成为六分区控制区，新四军的活动从秘密转向公开。1945年4月，正式建立各县抗日民主政府，对“先天道”群众进行教育，逐渐把“先天道”暴动中的积极分子组织成为游击队，建立了各县游击营。发展了澄西，县委书记俞道章。
1945年8月划归苏浙军区建制。1945年10月中旬，《双十协定》公布后，苏中区党委指示六地委、六分区渡江北撤。包厚昌等给苏中区党委发电报，要求留在江南坚持游击斗争，结果受到区党委的严肃批评，要求其坚决执行北撤指示。1945年12月，六地委、六分区在苏中撤销。

### 海防纵队
副司令员陆洲舫、参谋长崔德耀、副参谋长孙仲明、政治部副主任何振声
- 凤屿第1团：政治处主任何振声
- 凤屿第2团：团长孙仲明（兼）、参谋长袁士进、政治处主任柴如奎
- 凤屿第3团：团长陆洲舫（兼）

## 第二师兼淮南军区

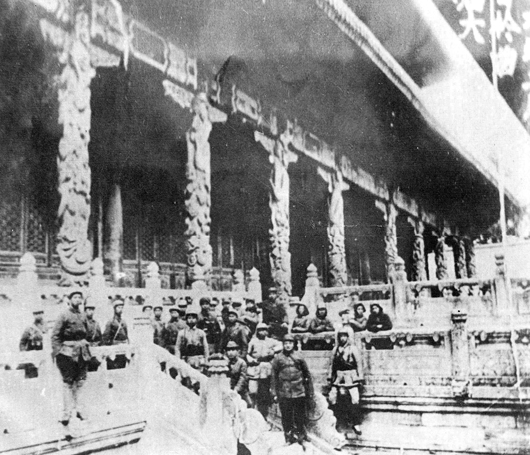
1945年10月，新四军第2师师长罗炳辉率第4、第5旅北进山东，途径曲阜，在孔庙大成殿留影。

师长罗炳辉，政治委员谭震林，参谋长韩振纪，副参谋长詹化雨，政治部主任肖望东，副主任余立金
- 司令部
  - 参谋处：处长钟明彪
- 政治部
  - 人事科：科长黄元庆
  - 宣教部：部长李清泉、副部长郑洪宇
  - 锄奸部：部长瞿道文、副部长朱涛民
  - 敌工部：部长邱察荣
- 供给部：部长胡弼亮
- 特务团：团长宋康、政治委员童浩生、参谋长李文斌
- 抗日军政大学第8分校
- 淮南独立旅：1945年8月17日，以路东军分区机关及地方部队一部组建

### 第4旅
第4旅，旅长兼政治委员梁从学、副旅长朱绍清、副政治委员高志荣、参谋长秦贤安。
- 第10团：团长吴华夺、政治委员蔡炳臣、副团长周其云、参谋长叶泰青
- 第11团：团长张宜爱、政治委员王敬群、参谋长许建民、政治处主任耿青
- 第12团：团长闻盛森、政治委员阮贤帮

### 第5旅
第5旅，旅长成钧、政治委员赵启民、参谋长张元寿。
- 第13团：团长宋文、政治委员肖学林、副团长李坤、参谋长陈德山、政治处主任张方坤
- 第14团：团长朱茂绪、副团长谢锐、吴怀才（后）、副政治委员余庆坦、参谋长韦云
- 第15团：团长李世怀、政治委员殷绍礼、副团长唐少田、参谋长赵峰

### 第6旅兼津浦路西军分区
第6旅兼津浦路西军分区，旅长陈庆先、政治委员黄岩、参谋长饶守坤、政治部主任汪少川、参谋处长张志一。
- 第17团：团长夏永建、政治委员杨启春
- 第18团：团长傅义明、余佩洲（后）、政治委员廖成美、副团长吴万银、参谋长李力勤、政治处主任姜子洲
- 淮西独立团
- 定合总队
- 定凤怀总队
- 定远总队：总队长艾明山、政治委员魏立成
- 定凤嘉总队：总队长梅竹桥、政治委员李华丰
- 滁县总队：总队长蔡家章、政治委员傅科一
- 全椒总队：总队长彭济武、政治委员黄生
- 巢北支队：司令员宣济民、政治委员程明远、副司令员李元、副政治委员汪登科

### 津浦路东军分区
津浦路东军分区，司令员罗占云、政治委员李世焱、参谋长胡定千。
- 独立第4团：团长胡定千（兼）、政治委员赵荣
- 来安支队：支队长程启文、政治委员谢曙光、参谋长唐文田、黄明（后）
- 冶山支队：支队长艾明山、政治委员魏然
- 甘泉支队：支队长夏云飞、政治委员黄祖炎、副政治委员常毅
- 盱眙支队：支队长田贤成、政治委员朱云轩、副支队长李村生、参谋长祝平安
- 嘉山支队：司令员艾明山、政治委员许午阳、汪少川（后）
- 六合支队
- 仪扬支队
- 天高支队

## 第三师兼苏北军区

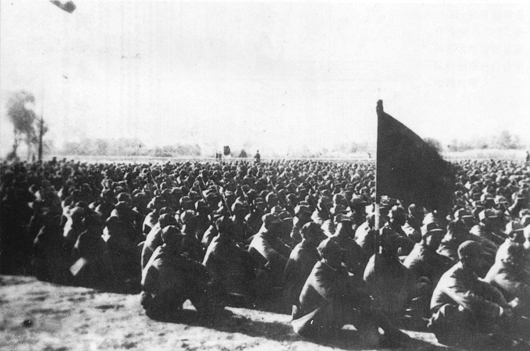
1945年8月，新四军第3师大反攻前召开誓师大会

师长兼政治委员黄克诚，副师长刘震（后）、参谋长洪学智，政治部主任吴法宪。1945年8月12日，新四军根据中共中央的指示，各师、旅不再兼军区、军分区，另组建苏北军区机关。
- 特务团：团长郑贵卿、政治委员兼政治处主任黄励华、副团长陈金保
- 抗日军政大学第5分校

### 第7旅
第7旅，旅长彭明治，政治委员郭成柱、副旅长胡炳云、参谋长黄炜华。
- 第19团：团长张万春、政治委员刘锦平、参谋长钟玉祥、政治处主任李荣桂
- 第20团：团长王东保、政治委员宋维栻、张天涛（后）、参谋长彭飞

### 第8旅兼盐阜军分区

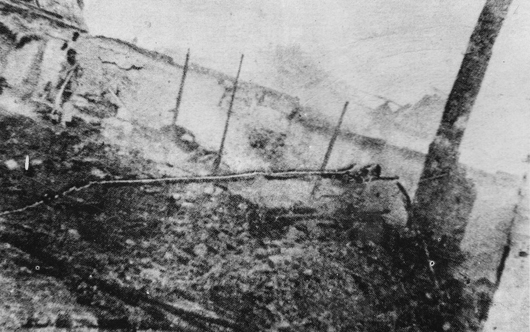
1945年4月，新四军第三师发起阜宁战役，这是阜宁战役中被摧毁的城防工事

第8旅兼盐阜军分区，旅长张天云，政治委员李雪三、副旅长胡继成、参谋长庄林、政治部主任陈志芳。
- 第22团：团长王良太、政治委员贺大增、副团长詹以贵
- 第24团：团长谢振华、副团长陈玉芳、政治处主任尹培良
- 独立团：团长马仁辉、政治委员吴盛坤
- 阜宁独立团
- 阜东独立团
- 盐城独立团
- 盐东独立团
- 射阳独立团
- 建阳独立团
- 淮安独立团
- 涟东独立团
- 滨海独立团

### 第10旅兼淮海军分区
第10旅兼淮海军分区，旅长刘震、政治委员金明、参谋长张克辛、军分区司令员吴信泉（后）。
- 第1支队：副支队长白惠记、参谋长汪洋、政治处主任李振山
- 第4支队：副支队长彭金高、参谋长赵永福
- 新编第1团：团长吴大林、政治委员方福祥、副团长陈海、政治处主任陈绍昆
- 新编第2团：团长肖子松、政治委员吴书、副团长王林夫、参谋长周兴邦、政治处主任刘钻洲
- 淮阳独立团
- 涟水独立团
- 宿迁独立团
- 宿北独立团
- 泗宿独立团
- 沭阳独立团
- 灌云独立团
- 东海独立团
- 潼阳独立团

### 独立旅
1945年4月以原淮海军分区第2、3支队组成，旅长覃健、副旅长冯志湘、政治部主任石瑛。
- 第2支队：支队长余光坦、政治委员兼政治处主任蔡永、副支队长潘宗元、参谋长范振江[7]
- 第3支队：支队长惠占荣

## 第四师兼淮北军区

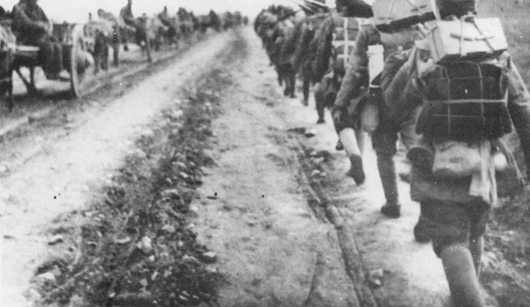
新四军第4师兼淮北军区在1945年5月下旬起发起宿南战役。

师长张爱萍，政治委员邓子恢，副师长韦国清，参谋长张震，政治部主任吴芝圃。1945年8月12日，新四军根据中共中央的指示，各师、旅不再兼军区、军分区，另组淮北军区机关。
- 供给部：部长郭金林
- 特务团：团长俞增林、政治委员罗应怀
- 骑兵团：团长周纯麟、政治委员戴轨彪
- 雪枫军政大学（1945年3月24日由抗大4分校改称）：校长张爱萍（兼），政治委员邓子恢（兼），副校长张震（兼）、冯文华（兼）、刘清明（后）、教育长孙叔平、政治部主任邱一涵

### 第9旅
第9旅，旅长滕海清，政治委员康志强，参谋长刘清明，政治部主任张震寰。
- 第25团：团长徐体三、政治委员刘增奎、副团长胡大炳、参谋长李挽伦
- 第26团：团长严光、政治委员谢锡玉、参谋长孙云汉、政治处主任叶飞
- 第27团：团长赵海枫、政治委员王静敏、参谋长朱友超、政治处主任姜林东

### 第1军分区
第1军分区，司令员张震球，副司令员饶子健、政治部主任刘作孚。
- 淮宝总队：总队长方原、政治委员王长俊
- 淮泗总队：总队长石正鹄、政治委员王光荣
- 泗宿总队：总队长张公权、政治委员吴植椽
- 泗阳总队：总队长林源、政治委员狄克东
- 泗南总队：总队长张太冲、政治委员罗克明
- 泗灵睢总队：总队长袁宗善、政治委员石立志、副总队长杨德隆
- 泗五灵凤总队：总队长王业箴、政治委员洪沛（代）
- 淮宝独立团：团长柯愈强、政治委员王长俊（兼）
- 淮泗独立团：团长康萍、政治委员王光荣（兼）
- 泗宿独立团：团长夏玉华、政治委员吴植椽（兼）
- 泗阳独立团：总队长朱敬德、政治委员狄克东（兼）
- 泗南独立团：总队长王枫、政治委员罗克明（兼）
- 泗灵睢独立团：团长杨德隆（兼）
- 泗五灵凤总队：团长王世仁
- 洪泽湖总队：总队长郑淮舟、政治委员王化东、副总队长杨明海[8]
- 盱凤嘉总队：总队长董铨、政治委员姚子健

### 第11旅兼第2军分区

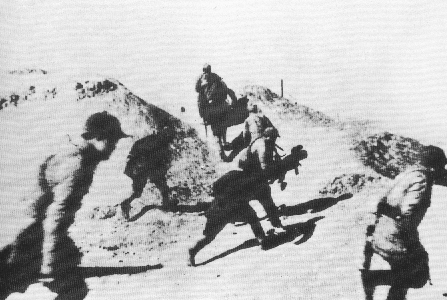
进攻中的新四军第四师士兵

第11旅兼第二军分区，旅长张震（兼），政治委员赖毅，副旅长姚运良，政治部主任李浩然。
- 第31团：团长罗杰（代）、政治委员宋治民
- 第32团：团长张永远、政治委员李毅
- 第33团（1945年8月组建）
- 永城总队：政治委员王光宇
- 夏邑总队：总队长高峰
- 萧县总队：总队长许西连、政治委员纵翰民
- 永涡总队：总队长李晨、政治委员党方平
- 宿西总队：总队长李时庄、政治委员杨元彰
- 宿怀总队：总队长邵元
- 宿蒙总队
- 永商亳总队：总队长丁希凌
- 夏邑自卫团：团长彭云生
- 萧县独立团

### 第3军分区
第3军分区，司令员赵汇川，政治委员张太生，副政治委员刘玉柱，参谋长周世忠，副参谋长张登先、政治部主任王学武。
- 第1团：团长叶道友、政治委员崔文斌
- 第2团：团长周世忠（兼）、政治委员张彤
- 灵北独立团：团长谢文秀
- 萧铜独立团：团长顾寒星、副政治委员孙朝旭
- 灵北总队：总队长冯定之、政治委员李任之
- 萧铜总队：总队长朱德群
- 宿灵总队：总队长郑良瑞、政治委员李玉亭、副政治委员冉宪仪、参谋长史绍尹
- 宿东总队：总队长赵一鸣、政治委员李春元、副总队长朱继德、政治处主任张魁
- 睢宁总队
- 铜睢总队
- 邳睢总队
- 峄铜滕邳总队：总队长纪华、政治委员郑平
- 运河支队：支队长胡大勋、副支队长陈景龙

### 萧县独立旅
萧县独立旅，旅长吴信元、副旅长欧阳胜德、参谋长孙以仁、政治部主任杜慰农。
- 第1团：团长麻瑞泉、副团长李佩军
- 第2团：团长郝长桂、副团长郝树云

### 第12旅
1945年8月13日由淮北第3军分区武装组成，旅长饶子健，政治委员张太生，参谋长周世忠，副参谋长张登先、政治部主任王学武。
- 第34团
- 第35团
- 第36团

## 第五师兼鄂豫皖湘赣军区

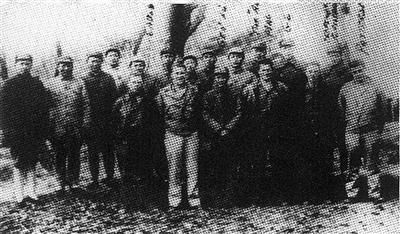
1944年，新四军第五师师长李先念（前排右4）与被营救的美军飞行员合影。

师长兼政治委员李先念，副政治委员兼政治部主任任质斌，参谋长文建武，政治部副主任张树才。
- 司令部
  - 参谋处：处长唐健伯
  - 情报处：处长吴若岩
- 政治部
  - 秘书长：杨安平
  - 组织部：部长顾循
  - 宣传部：部长潘子明
  - 锄奸部：部长邓晓云
  - 敌工部：副部长林滔
  - 民运部：部长余益庵
  - 联络部：部长沈少华
- 供给部：部长吴先元、副部长吴其芳[9]
- 卫生部：部长叶果、副部长栗秀真
- 警卫团

### 第13旅
第13旅，旅长周志坚，政治委员周志刚，副旅长邹国厚，副政治委员汤成功，参谋长赵俊，政治部主任陈一震。
- 特务团：团长杨洪先、政治委员杨杰英
- 第37团：团长夏世厚、政治委员曾庆太
- 第38团：团长曹玉清、政治委员杨明山
- 第39团：团长赵炳伦、政治委员刘友海
- 教导团：团长张文津、政治委员张忠

### 第1军分区
第1军分区，司令员吴诚忠，政治委员周季芳，副司令员黄序周，副政治委员熊作芳，参谋长郑重。
- 教导团：团长谭志政、政治委员潘子明
- 第42团：团长王兴发、政治委员刘西
- 安麻总队：总队长贺友三、政治委员郑维孝
- 礼南总队：政治委员杨子明、副队长钱运华
- 经扶总队：总队长肖先发、政治委员刘名榜

### 第2军分区
第2军分区，司令员王海山，政治委员文敏生，副司令员蔡松荣，政治部主任岳林。
- 教导团：政治委员黄德钦
- 独立第5团：团长赵明义、政治委员陈焕武
- 应北独立团
- 汉孝陂总队
- 信应总队
- 随南总队

### 第3军分区
第3军分区，司令员贺炳炎，政治委员廖汉生，副司令员王绍南，参谋长魏国运，政治部主任刘放、王立中（后）。
- 教导团
- 第33团：团长许猛、政治委员陈漫杰
- 第45团：团长张秀龙、政治委员陈继东
- 江北独立团

### 第4军分区
1945年4月在豫南成立第4军分区，司令员韩东山，政治委员夏忠武，副司令员周庆鸣（后），参谋长周庆鸣。
- 挺进第1团：团长吴昆、政治委员刘建均
- 挺进第3团：团长赖鹏、政治委员胡仁
- 信桐总队
- 桐柏总队
- 确沁桐总队
- 汝上遂总队
- 汝上确总队

### 第5军分区
第5军分区，司令员吴世安，政治委员郑绍文，副司令员罗厚福，参谋长李人林，政治部主任侯有诚。
- 教导团：团长张水泉
- 第44团：团长陈震、政治委员李梓金
- 天汉总队：总队长王遵义、政治委员史维汉
- 京北总队：总队长丁正学、政治委员王家吉
- 京应总队：总队长胡元成
- 京钟总队：总队长徐德、政治委员郭谦恒
- 天京潜总队：总队长张泽普、政治委员陈建新

### 第6军分区
1945年4月组建第6军分区，司令员陈刚，政治委员方正平，副政治委员兼政治部主任刘友海，参谋长毛少堂，副参谋长胡林。
- 教导团
- 第40团
- 第41团
- 独立第25团
- 信随总队
- 信罗总队
- 淮南总队：总队长王炳南
- 罗礼应总队：总队长孙光保[10]

### 豫中军分区
1945年8月12由豫中兵团和河南军区陈先瑞支队合并组成豫中军分区，司令员陈先瑞，政治委员栗在山，副司令员黄霖，副政治委员兼政治部主任傅忠海，参谋长黄德奎，副参谋长何振亚，政治部副主任冷新华。
- 挺进第2团：团长张和智、政治委员邵敏
- 挺进第4团：团长林国平、政治委员牛德胜
- 第7团：团长张海波、政治委员李书权
- 第15团：团长毛俊才、政治委员李庆柳
- 嵖岈山独立团
- 西平独立团
- 叶方午支队：支队长陈继尧

### 鄂皖军分区
1945年4月撤销原第四军分区，组成鄂皖军分区，司令员兼政治委员黄世德，副政治委员赵辛初，参谋长康洪山。
- 冈浠总队
- 圻浠总队
- 圻英总队
- 圻广总队
- 黄广总队
- 宿太总队
- 赣北总队

### 湘鄂赣军区

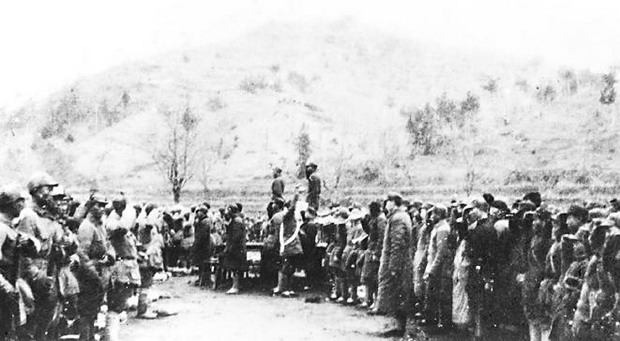
1945年1月27日，八路军南下支队与新四军第五师在湖北大悟山会合。

1945年5月，以八路军359旅南下支队为基础组建湘鄂赣军区，司令员王震、政委王首道、副司令张体学、副政委王恩茂、参谋长朱早观、政治部主任刘型。
- 东军分区：司令员汪乃贵、政治委员刘士杰、副政治委员周干民
  - 武鄂总队
  - 鄂大总队
  - 阳大总队
  - 阳通总队
  - 阳瑞总队
  - 阳新总队
  - 大冶总队
- 西军分区：司令员兼政治委员罗通、副司令员蒋树、副政治委员方正
  - 咸通阳总队
  - 咸武鄂总队
  - 咸崇蒲总队
  - 嘉蒲临总队
- 湘北军分区：司令员张仲瀚、政治委员曾涤、副司令员苏鳌、副政治委员李平
  - 岳临通总队
  - 平浏长总队
- 第1支队
- 第2支队
- 第3支队
- 第4支队
- 第5支队

1945年7月，南下支队继续南进后，湘鄂赣军区改为鄂南军分区，划归鄂豫皖湘赣军区建制。

## 第七师兼皖江军区

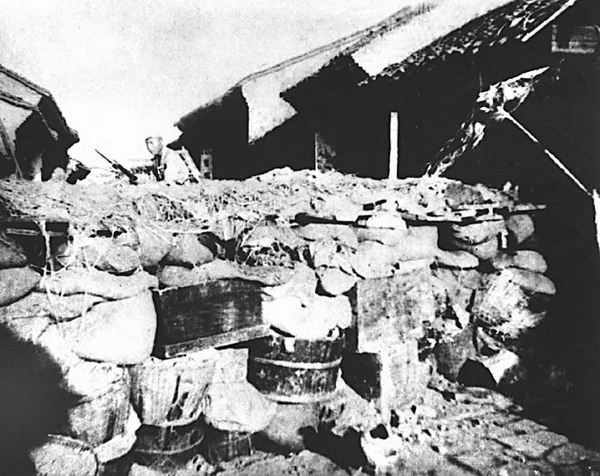
1945年秋，新四军第七师部队向安徽省无为县襄安镇的拒降日军发起攻击。

师长谭希林，政治委员曾希圣，副政治委员兼政治部主任李步新、参谋长孙仲德，副参谋长林维先，政治部主任王集成。
- 参谋处：处长张元培
- 供给部：部长田崇厚、副部长方中林
- 湖东子弟兵团
- 无为总队
- 湖东总队
- 随营学校
- 抗日军政大学第10分校：校长谭希林（兼），政治委员曾希圣（兼），教育长陈仁洪，副教育长杜剑华，政治处主任阙中一

### 第19旅
第19旅，旅长林维先，政治委员黄火星，副旅长张铚秀（后），参谋长熊应堂、张铚秀（后兼），政治部主任余明（后），副主任阙中一。
- 第55团：政治委员余明、政治处主任叶剑华
- 第56团：副政治委员黄炳光、参谋长蔡园
- 第57团：政治委员王荣光、副团长张玉田（后）、副政治委员兼政治部主任王荣森、参谋长张玉田

### 独立旅
1945年4月，第三师独立旅奉命南下皖江地区归第7师指挥，开展皖江地区工作。旅长覃健、副旅长冯志湘、政治部主任石瑛。
- 第2支队：支队长余光坦、政治委员兼政治处主任蔡永、副支队长潘宗元、参谋长范振江
- 第3支队：支队长惠占荣

### 含和支队兼含和军分区
含和支队兼含和军分区，支队长孙仲德（兼），政治委员黄火星、何志远（后），副支队长马长炎，副政治委员杨汉林，参谋长张铚秀。
- 独立团：团长兼政治委员马长炎
- 和县总队

### 皖南支队兼皖南军分区
皖南支队兼皖南军分区，支队长梁金华，政治委员黄耀南，参谋长周绍昆。
- 临江独立团
- 临江总队
- 铜青南总队
- 南繁芜总队

### 沿江支队兼沿江军分区
- 沿江独立团[12]